# La Capèla e Blèis
La Capèla Blèis (en francès La Capelle-Bleys) és un municipi francès situat al departament de l'Avairon i a la regió d'Occitània.

## Demografia
| 1962                                       | 1968 | 1975 | 1982 | 1990 | 1999 | 2006 |
| ------------------------------------------ | ---- | ---- | ---- | ---- | ---- | ---- |
| 505                                        | 477  | 425  | 390  | 349  | 357  | 380  |
| Des de 1962: població sense dobles comptes |      |      |      |      |      |      |

## Administració
| Període   | Identitat                | Partit |
| --------- | ------------------------ | ------ |
| 1983-2001 | Pierre Marty             |        |
| 2001-2008 | François Xavier Trémolet |        |
| 2008-     | Alain Bessac             |        |